# Église Saint-Vincent de Léotoing
 (août 2016).
Si vous disposez d'ouvrages ou d'articles de référence ou si vous connaissez des sites web de qualité traitant du thème abordé ici, merci de compléter l'article en donnant les références utiles à sa vérifiabilité et en les liant à la section « Notes et références ».
Pour les articles homonymes, voir Église Saint-Vincent.
L'église Saint-Vincent est une église catholique construite au XIIe siècle et située à Léotoing, dans le département français de la Haute-Loire en région Auvergne-Rhône-Alpes.

## Historique
Située à proximité du château, l'église romane de Léotoing domine l'ensemble villageois.
Les plus anciennes mentions d'une église paroissiale dédiée à saint Vincent datent des années 1060. Elles concernent les donations faites à l'abbaye de Sauxillanges par Anthoine de « Lauton », et certains de ses parents.
L'abbaye de Cluny, dont relève Sauxillanges, y installe un prieuré à une date indéterminée. Son existence est attestée jusqu'à la fin de l'Ancien Régime.
L'église est construite dans la tradition romane de la fin du XIIe siècle. À l'origine, elle comprend une nef de trois travées voûtées en berceau, complétée vers l'est par un transept peu saillant dont la croisée est couverte d'une coupole sur trompes (voûte de forme hémisphérique soutenue par quatre arcs).
Sur ce transept ouvrait une abside flanquée sans doute de deux absidioles dont il ne subsiste que celle située au sud.
Au cours du premier quart du XVe siècle, le transept, l'absidiole nord ainsi que l'abside principale sont abattus. Ils sont remplacés par une abside rectangulaire et par un chœur voûtés sur croisées d'ogives. Les clefs de voûte sont sculptées aux armes de la famille de Balsac dont l'un des membres était alors titulaire de la charge priorale.
Sur le flanc nord de l'église fut aménagée une vaste chapelle à caractère seigneurial voûtée sur croisée d'ogives.
La clef aux armes écartelées des Dauphin d'Auvergne et des Sancerre, famille dont est issu Béraud III dit « Le Jeune », dernier représentant de la famille des Dauphin.

## Décors et peintures
On accède à l'église par un porche autrefois protégé par un auvent. Le couronnement du mur méridional porte une corniche à modillons (pierre en saillie soutenant les éléments d'une corniche) sculptés, dont deux paraissent d'origine.
Dans la nef, les chapiteaux de facture archaïque reproduisent des thèmes iconographiques répandus en Brivadois (sirène bifide, aigle, lions affrontés, etc.).
Sur le mur oriental du bras sud du transept, les restes d'une peinture murale du XVe siècle figurent une Déposition de Croix. La qualité d'exécution de la scène est associée à la présence du donateur qui pourrait être un prieur de la riche famille des Balsac.
Dans l'absidiole voisine, la figuration d'un Dieu de Majesté en Pantocrator (qualificatif de Dieu, maître de l'univers et figuré en buste) est associée à une scène de l'Annonciation qui peut être datée de la seconde moitié du XIVe siècle.
Il est à remarquer que les carnations peintes en sel d'argent ont viré au noir.

## Classement
L'église fait l'objet d'un classement au titre des monuments historiques depuis le 20 juillet 1937.

### Crédit d'auteurs
- Cet article est partiellement ou en totalité issu de l'article intitulé « Léotoing » (voir la liste des auteurs).